# Municipio de Owatonna
El municipio de Owatonna (en inglés: Owatonna Township) es un municipio ubicado en el condado de Steele en el estado estadounidense de Minnesota. En el año 2010 tenía una población de 609 habitantes y una densidad poblacional de 9,86 personas por km².

## Geografía
El municipio de Owatonna se encuentra ubicado en las coordenadas 44°3′19″N 93°13′3″O / 44.05528, -93.21750. Según la Oficina del Censo de los Estados Unidos, el municipio tiene una superficie total de 61.76 km², de la cual 61,69 km² corresponden a tierra firme y (0,12 %) 0,08 km² es agua.

## Demografía
Según el censo de 2010, había 609 personas residiendo en el municipio de Owatonna. La densidad de población era de 9,86 hab./km². De los 609 habitantes, el municipio de Owatonna estaba compuesto por el 96,55 % blancos, el 0,49 % eran afroamericanos, el 0,16 % eran asiáticos, el 0,99 % eran de otras razas y el 1,81 % eran de una mezcla de razas. Del total de la población el 2,13 % eran hispanos o latinos de cualquier raza.